# Jacques Bernusset
Jacques Bernusset (ur. 18 lutego 1943 w Toulonie, zm. 1 maja 1966 w Magny-Cours) – belgijski kierowca wyścigowy francuskiego pochodzenia.

## Życiorys
Chociaż Bernusset urodził się we Francji i był obywatelem francuskim, to większość życia spędził w Belgii, gdzie uzyskał również wyścigową licencję. Ściganie się rozpoczął w wieku 19 lat, używając zakupionej w okazyjnej cenie Loli Mk5 (Formuła Junior). W 1964 roku stosował Coopera T72 Formuły 3, którym zdobył tytuł mistrzowski w Belgijskiej Formule 3. Tytuł ten obronił rok później w nowym Cooperze T76. Wygrywał wyścigi również za granicą Belgii, m.in. w Jugosławii oraz NRD.
Zmarł podczas wyścigu na torze Magny-Cours 1 maja 1966 roku, kiedy to wypadł z toru i uderzył w drzewo.

## Wyniki
| Legenda oznaczeń w tabelach wyników Wyświetl szablon na nowej stronie | Legenda oznaczeń w tabelach wyników Wyświetl szablon na nowej stronie                                                                     |
| Oznaczenie                                                            | Wyjaśnienie |
| --------------------------------------------------------------------- | --- |
| Złoty                                                                 | Zwycięzca lub mistrzostwo |
| Srebrny                                                               | 2. miejsce lub wicemistrzostwo |
| Brązowy                                                               | 3. miejsce lub II wicemistrzostwo |
| Zielony                                                               | Ukończył, punktował (w klasyfikacji generalnej, gdy zdobył co najmniej jeden punkt na przestrzeni sezonu, poza trzema powyższymi opcjami) |
| Niebieski                                                             | Ukończył, nie punktował (w klasyfikacji generalnej, gdy nie zdobył co najmniej jednego punktu na przestrzeni sezonu)                      |
| Czerwony                                                              | Nie zakwalifikował się (NZ) |
| Czerwony                                                              | Nie prekwalifikował się (NPK) |
| Różowy                                                                | Nie ukończył (NU) |
| Różowy                                                                | Niesklasyfikowany (NS) (w klasyfikacji generalnej, gdy nie został sklasyfikowany w żadnym wyścigu sezonu)                                 |
| Czarny                                                                | Zdyskwalifikowany (DK) |
| Czarny                                                                | Wykluczony (WYK/EX) |
| Biały                                                                 | Nie wystartował (NW) |
| Biały                                                                 | Kontuzjowany (K/INJ) |
| Biały                                                                 | Wyścig odwołany (OD/C) |
| Bez koloru                                                            | Został wycofany (WYC/WD) |
| Bez koloru                                                            | Nie przybył (NP/DNA) |
| Bez koloru                                                            | Nie brał udziału w treningach (NT/DNP) |
| Bez koloru                                                            | Nie został zgłoszony (–) |
| Pogrubienie                                                           | Start z pole position |
| Kursywa                                                               | Najszybsze okrążenie wyścigu |
| †                                                                     | Nie ukończył, ale jego rezultat został zaliczony ze względu na przejechanie więcej niż 90% dystansu wyścigu.                              |
| *                                                                     | Sezon w trakcie |
| 1/2/3                                                                 | Punktowana pozycja w sprincie kwalifikacyjnym                                                                                             |
| Lista systemów punktacji Formuły 1                                    | |

### Niemiecka Formuła Junior
| Rok  | Zespół                           | Samochód | Silnik | Wyniki w poszczególnych eliminacjach | Wyniki w poszczególnych eliminacjach | Wyniki w poszczególnych eliminacjach | Wyniki w poszczególnych eliminacjach | Wyniki w poszczególnych eliminacjach | Wyniki w poszczególnych eliminacjach | Wyniki w poszczególnych eliminacjach | Wyniki w poszczególnych eliminacjach | Wyniki w poszczególnych eliminacjach | Pkt. | Msc. |
| ---- | -------------------------------- | -------- | ------ | ------------------------------------ | ------------------------------------ | ------------------------------------ | ------------------------------------ | ------------------------------------ | ------------------------------------ | ------------------------------------ | ------------------------------------ | ------------------------------------ | ---- | ---- |
| 1962 |                                  |          |        |                                      |                                      |                                      |                                      |                                      |                                      |                                      |                                      |                                      | 0    | NS   |
| 1962 | Jim Russell Racing Driver School | Lola Mk3 | Ford   | –                                    | –                                    | –                                    | –                                    | –                                    | –                                    | –                                    | 14                                   |                                      | 0    | NS   |
| 1963 |                                  |          |        |                                      |                                      |                                      |                                      |                                      |                                      |                                      |                                      |                                      | 0    | NS   |
| 1963 | Jacques Bernusset                | Lola Mk5 | Ford   | –                                    | –                                    | –                                    | –                                    | –                                    | –                                    | –                                    | –                                    | 9                                    | 0    | NS   |

### Wschodnioniemiecka Formuła 3
| Rok  | Zespół        | Samochód   | Silnik | Wyniki w poszczególnych eliminacjach | Wyniki w poszczególnych eliminacjach | Wyniki w poszczególnych eliminacjach | Wyniki w poszczególnych eliminacjach | Wyniki w poszczególnych eliminacjach | Wyniki w poszczególnych eliminacjach | Pkt. | Msc. |
| ---- | ------------- | ---------- | ------ | ------------------------------------ | ------------------------------------ | ------------------------------------ | ------------------------------------ | ------------------------------------ | ------------------------------------ | ---- | ---- |
| 1964 |               |            |        |                                      |                                      |                                      |                                      |                                      |                                      | 0    | NS   |
| 1964 | Paul Swaelens | Cooper T72 | BMC    | 1                                    | 6                                    | –                                    | –                                    | –                                    | –                                    | 0    | NS   |
| 1965 |               |            |        |                                      |                                      |                                      |                                      |                                      |                                      | 0    | NS   |
| 1965 | Paul Swaelens | Cooper T76 | Ford   | 1                                    | –                                    | –                                    | –                                    | –                                    | 1                                    | 0    | NS   |